# Amunherchepeschef (Sohn von Ramses III.)

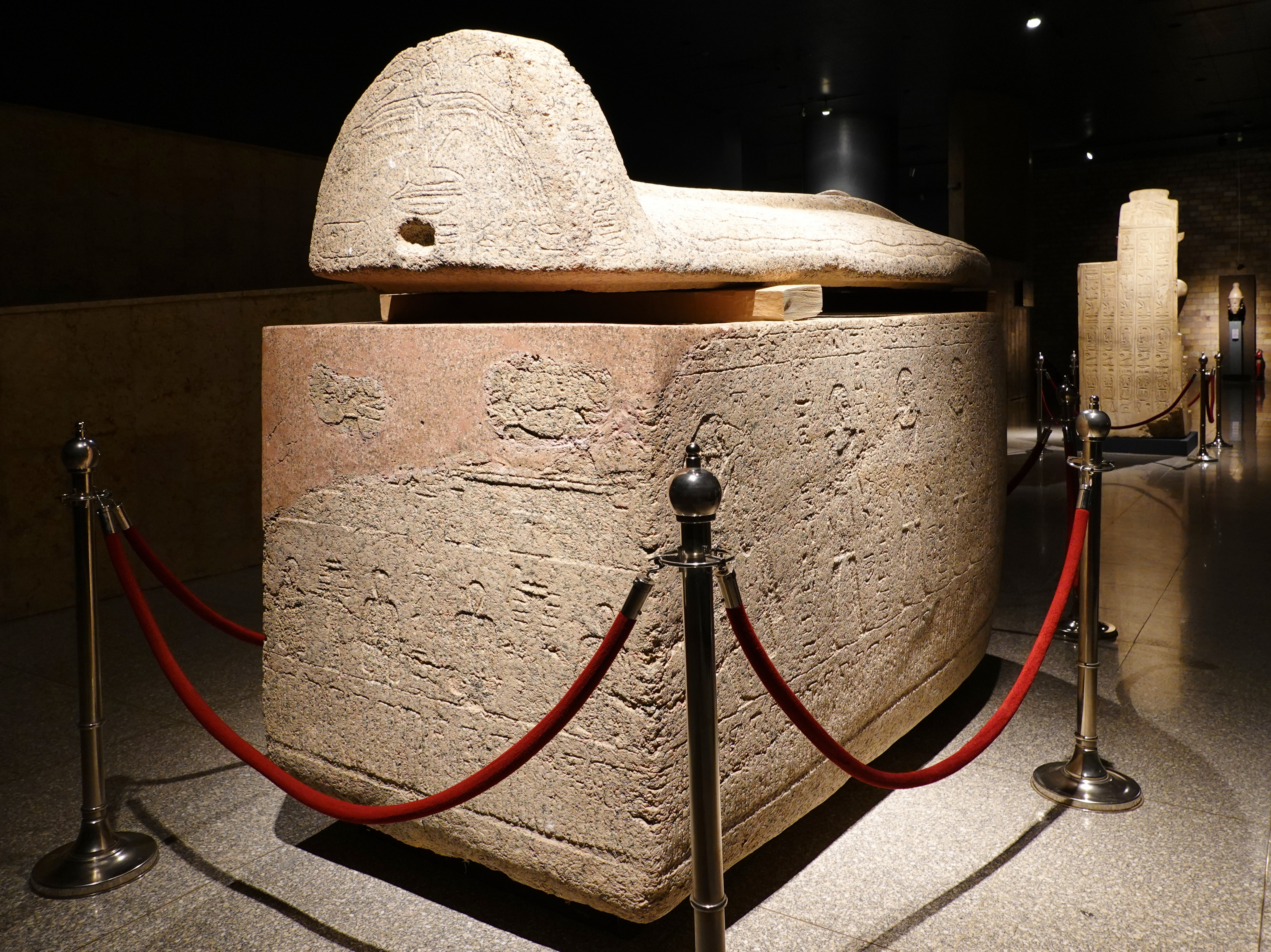
Der eigentlich für die Königin Tausret bestimmte Sarkophag des Amunherchepeschef im Luxor-Museum

Amunherchepeschef (Jmn ḥr ḫpš=f ;  Amun ist mit seinem starken Arm), der ältere, auch als Amenhirkopshef B bezeichnet, war ein Sohn des altägyptischen Königs Ramses III. der 20. Dynastie. Es ist recht wenig über Amunherchepeschef bekannt. Er starb vermutlich um das 30. Regierungsjahr seines Vaters in jungen Jahren. Sein Grab ist das im Tal der Königinnen gelegene QV55. Ob er jedoch wirklich dort bestattet wurde, ist fraglich, da sein Sarkophag, der eigentlich für Königin Tausret bestimmt war, im Grabmal KV13 gefunden wurde.